# Justin Thomas (golf)
Pour les articles homonymes, voir Justin Thomas et Thomas (nom de famille).
Justin Louis Thomas, né le 29 avril 1993 à Louisville (Kentucky), est un golfeur professionnel américain évoluant sur le PGA Tour. En 2017, il remporte son premier tournoi majeur, le Championnat de la PGA, ainsi que le classement final de la FedEx Cup. En 2022, il remporte son second tournoi majeur, toujours le Championnat de la PGA.

## Biographie
Vainqueur de son premier titre sur le PGA Tour lors du CIMB Classic lors de l'édition 2015, Justin Thomas se succède à lui-même lors de sa deuxième victoire sur le circuit américain, devant le Japonais Hideki Matsuyama. En janvier 2017, il remporte le Tournoi des champions SBS, devançant de nouveau Hideki Matsuyama. Une semaine plus tard, il remporte son quatrième titre en devançant l'Anglais Justin Rose lors du Sony Open d'Hawaï. Lors de ce tournoi, il devient le septième joueur de l'histoire de la PGA à réussir un score de 59 et le plus jeune de ceux-ci.
Lors du troisième tour de l'US Open, disputé à Erin Hills, il réussit le score de 63, soit neuf coups sous le par, égalant ainsi le record de Johnny Miller (en) établi lors de l'édition de 1973. Deuxième à un coup de Brian Harman au soir de ce tour, il réalise un score de 75 sur le dernier tour, pour terminer neuvième à huit coups du vainqueur Brooks Koepka. En août 2017, il remporte la 99e édition du Championnat de la PGA, disputée à Quail Hollow, devançant l'Italien Francesco Molinari, le Sud-Africain Louis Oosthuizen et son compatiote Patrick Reed de deux coups,.
Qualifié pour disputer la FedEx Cup, il remporte le deuxième tournoi de celle-ci, le Dell Technologies Championship, avec trois coup d'avance sur son compatriote Jordan Spieth. A l'entame du dernier tournoi de la FedEx Cup, Justin Thomas est deuxième derrière Jordan Spieth. Il doit impérativement terminer devant son adversaire pour remporter la FedEx Cup; ce qui fait grâce à une deuxième place à un coup de Xander Schauffele, tandis que Jordan Spieth termine 7e. Avec cinq victoires dans la saison, dont un tournoi majeur et le gain de la FedEx Cup, il est l'une des révélations de l'année.
En 2018, il remplace Dustin Johnson en tant que n°1 mondial, mais perd cette place 4 semaines plus tard. En septembre, il fait partie de l'équipe de Ryder Cup américaine qui s'incline au Golf National, en France. Cependant, avec un score de 4-1-0, il est le meilleur joueur américain de l'édition. Il participe en 2018, 2019 et 2020 au tournoi final de la FedEx Cup, faisant ainsi preuve d'une remarquable constance.
En mai 2022, il remporte la 104e édition du Championnat de la PGA, disputée à Southern Hills (Oklahoma). Démarrant son 4ème tour avec 7 coups de retard (-2) sur le Chilien Mito Pereira (-9), il profite d'un parcours très difficile, sur lequel tous les leadeurs du matin (Pereira +5, Zalatoris +1, Young +1) perdront des coups ce dimanche, pour poster un solide score de 67 (-3) en faisant un ultime birdie au 17 et revenir ainsi à -5 total. Quelques minutes plus tard, le jeune américain Will Zalatoris le rejoindra à -5 grâce à un score de 71 (+1), l'obligeant à un playoff sur 3 trous cumulés. Il remporte ce playoff avec 1 coup d'avance après 3 trous (birdie, birdie, par) en maitrisant à merveille ses nerfs et Will Zalatoris (birdie, par, par). Lors de cette victoire, il égale le record historique du retour le plus lointain (7 coups de retard au départ du 4ème tour) sur le Championnat de la PGA, record qui datait de l'édition 1978.
Justin Thomas remporte ainsi son 2ème titre du Grand Chelem.